# Adrian Reid (calciatore 2006)
Adrian Ricardo Reid Jr. (Kingston, 5 settembre 2006) è un calciatore giamaicano, difensore del Cavalier e della nazionale giamaicana.

## Biografia
È figlio di Adrian Reid, anch'egli calciatore professionista.

## Carriera

### Club
Reid è cresciuto nel settore giovanile del Cavalier ed ha debuttato in prima squadra il 27 marzo 2023 nell'incontro di National Premier League perso 2-1 contro l'Harbour View. Il 2 maggio seguente ha segnato i suoi primi gol realizzando una doppietta su calcio di rigore nell'incontro vinto 4-2 contro il Molynes United. Nella stagione 2023-2024 vince il campionato giamaicano.

### Nazionale
Ha giocato con le nazionali Under-17, Under-20 e Under-23 giamaicane.
Ha debuttato con la nazionale giamaicana il 9 giugno 2024 subentrando nei minuti finali della dell'incontro di qualificazione per il campionato mondiale 2026 vinto 3-2 contro la Dominica.

## Statistiche

### Presenze e reti nei club
Statistiche aggiornate al 9 settembre 2024.
| Stagione        | Squadra         | Campionato      | Campionato | Campionato | Coppe nazionali | Coppe nazionali | Coppe nazionali | Coppe continentali | Coppe continentali | Coppe continentali | Altre coppe | Altre coppe | Altre coppe | Totale | Totale | Totale |
| Stagione        | Squadra         | Comp            | Pres       | Reti       | Comp            | Pres            | Reti            | Comp               | Pres               | Reti               | Comp        | Pres        | Reti        | Pres   | Reti   |        |
| --------------- | --------------- | --------------- | ---------- | ---------- | --------------- | --------------- | --------------- | ------------------ | ------------------ | ------------------ | ----------- | ----------- | ----------- | ------ | ------ | ------ |
| 2022-2023       | Cavalier        | NPL             | 7          | 2          | -               | -               | -               | -                  | -                  | -                  | -           | -           | -           | 7      | 2      |        |
| 2023-2024       | Cavalier        | NPL             | 13         | 1          | -               | -               | -               | -                  | -                  | -                  | -           | -           | -           | 13     | 1      |        |
| Totale Cavalier | Totale Cavalier | Totale Cavalier | 20         | 3          |                 | -               | -               |                    | -                  | -                  |             | -           | -           | 20     | 3      |        |
| Totale carriera | Totale carriera | Totale carriera | 20         | 3          |                 | -               | -               |                    | -                  | -                  |             | -           | -           | 20     | 3      |        |

### Cronologia presenze e reti in nazionale
| Cronologia completa delle presenze e delle reti in nazionale ― Giamaica | Cronologia completa delle presenze e delle reti in nazionale ― Giamaica | Cronologia completa delle presenze e delle reti in nazionale ― Giamaica | Cronologia completa delle presenze e delle reti in nazionale ― Giamaica | Cronologia completa delle presenze e delle reti in nazionale ― Giamaica | Cronologia completa delle presenze e delle reti in nazionale ― Giamaica | Cronologia completa delle presenze e delle reti in nazionale ― Giamaica | Cronologia completa delle presenze e delle reti in nazionale ― Giamaica |
| Data                                                                    | Città                                                                   | In casa                                                                 | Risultato                                                               | Ospiti                                                                  | Competizione                                                            | Reti                                                                    | Note                                                                    |
| ----------------------------------------------------------------------- | ----------------------------------------------------------------------- | ----------------------------------------------------------------------- | ----------------------------------------------------------------------- | ----------------------------------------------------------------------- | ----------------------------------------------------------------------- | ----------------------------------------------------------------------- | ----------------------------------------------------------------------- |
| 9-6-2024                                                                | Roseau                                                                  | Rep. Dominicana                                                         | 2 – 3                                                                   | Giamaica                                                                | Qual. Mondiali 2026                                                     | -                                                                       | 89’                                                                     |
| Totale                                                                  |                                                                         | Presenze                                                                | 1                                                                       |                                                                         | Reti                                                                    | 0                                                                       |                                                                         |

## Palmarès

### Club

#### Competizioni nazionali
- Campionato giamaicano: 1

Cavalier: 2023-2024